# Monoscutum titirangiensis
Monoscutum titirangiensis is een hooiwagen uit de familie Monoscutidae. De soort is endemisch in Nieuw-Zeeland.